# Hospital de Alta Resolución La Janda
El Hospital de Alta Resolución La Janda es un hospital situado en Vejer de la Frontera, en la provincia de Cádiz (España). El centro fue inaugurado el 26 de marzo de 2019. Atiende a una población de 70 000 habitantes entre los habitantes de Vejer, Conil, Barbate, Medina Sidonia, Benalup y Paterna.
Además, el centro hospitalario fue uno de los puntos de vacunación frente a la Covid-19 previstos para el año 2020-2021.

## Especialidades
Las especialidades que se abordan en el hospital son las siguientes:
- Aparato digestivo

- Cardiología
- Medicina Interna
- Neumología
- Urología
- Dermatología
- Oftalmología
- Obstetricia (control de embarazo)
- Hematología
- Rehabilitación
- Consultas de Enfermería
- Pruebas y técnicas diagnósticas asociadas a la actividad de estas consultas

Tiene una capacidad máxima de 48 camas.

## Acceso
El hospital tiene acceso por la A-2230, que une Vejer de la Frontera con El Palmar.